# Kostel svatého Václava (Sušice)
Kostel svatého Václava se nachází v centrální části města Sušice. Obklopují ho ulice Příkopy, Kostelní a Bašta. Je největší církevní stavbou a nejstarším kostelem ve městě.
Původně na jeho místě stál románský kostelík, s jehož existencí je spojena nejstarší písemná zmínka o Sušici. Dnešní kostel byl založen v první polovině 14. století jako trojlodní gotická bazilika. Tehdy byl kostel součástí obvodové zdi, tvořící opevnění. Následně byl kostel několikrát přestavován. Stavba měla původně 2 věže, jedna z nich byla vážně poškozena roku 1592, jednu věž kompletně zničil požár v roce 1646 a musela být znovu vybudována.
Po velkém požáru v roce 1707, který zničil obě věže a způsobil zhroucení klenby, provedl Ital Carlo Zanetti barokní přestavbu. Vyšší z obou věží, která byla nápadnou dominantou okolí, ovšem již nikdy nebyla obnovena. Další přestavba se odehrála na konci 19. století, kdy došlo k regotizaci. Přestavbu řídil v letech 1884 a 1885 městský stavitel Antonín Persein, který však náhle zemřel a proměna kostela byla dokončena v letech 1900 – 1901 pod vedením Rajmunda Denka.
Je farní kostelem sušické farnosti.

## Galerie

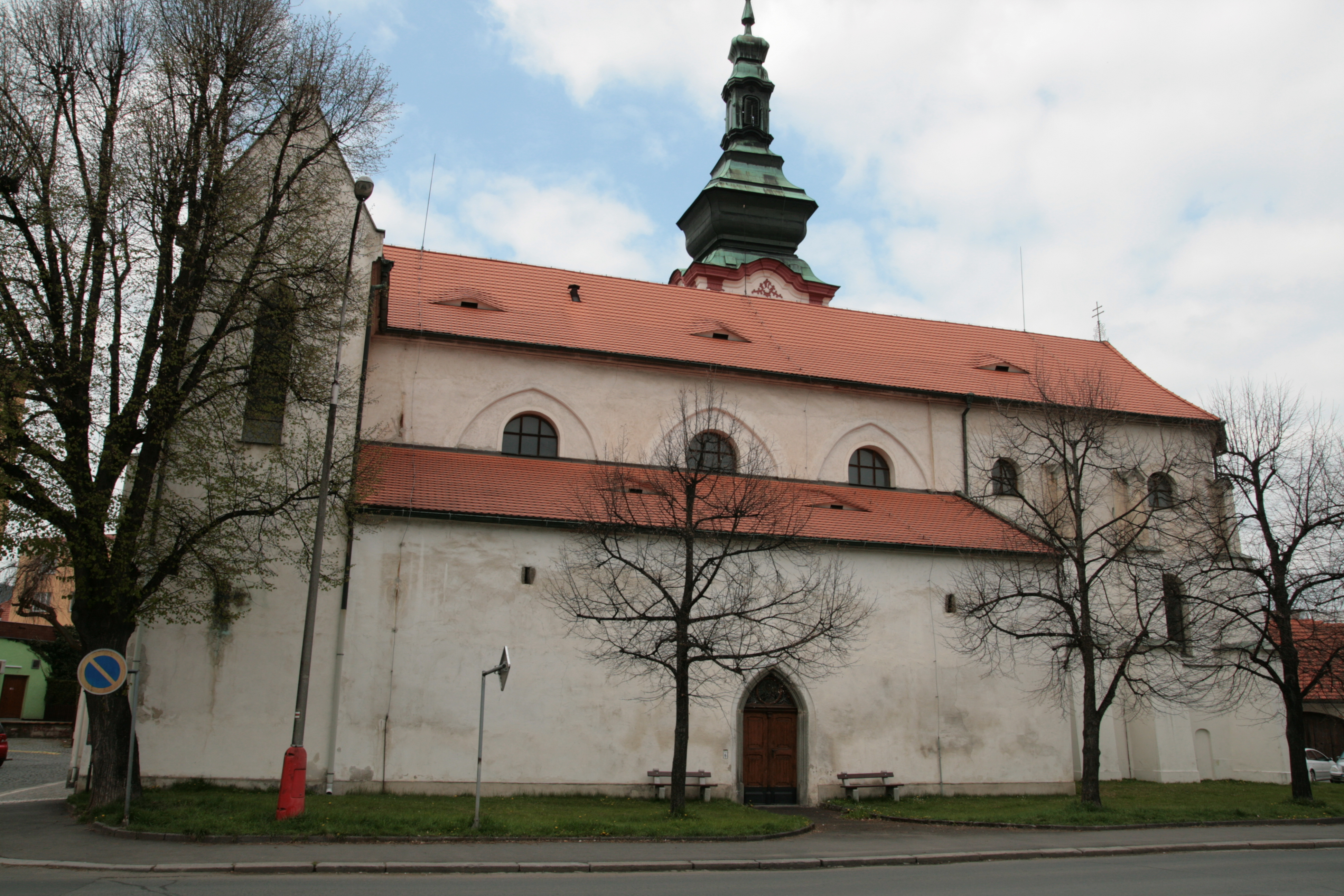
Boční strana
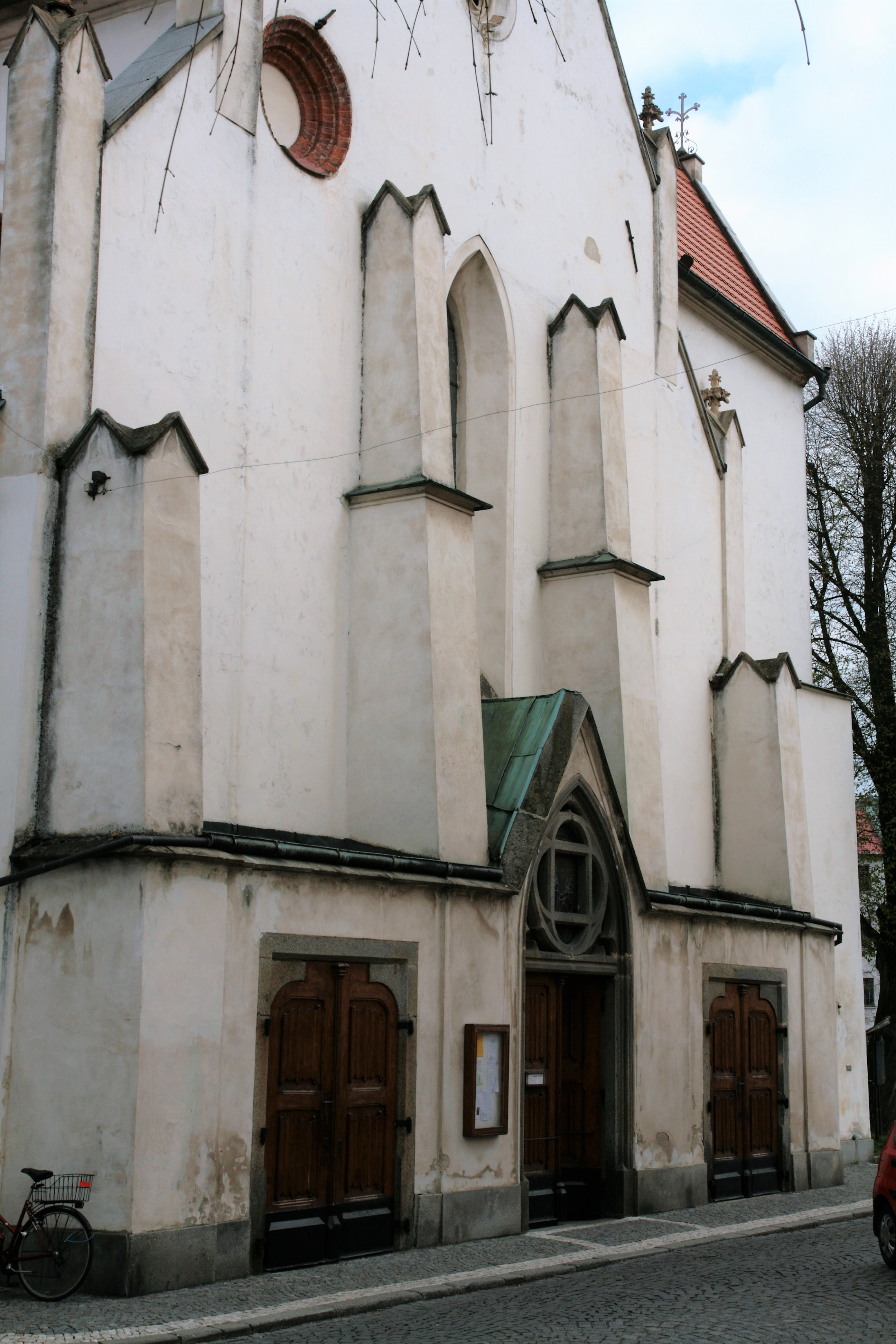
Vstupní portál
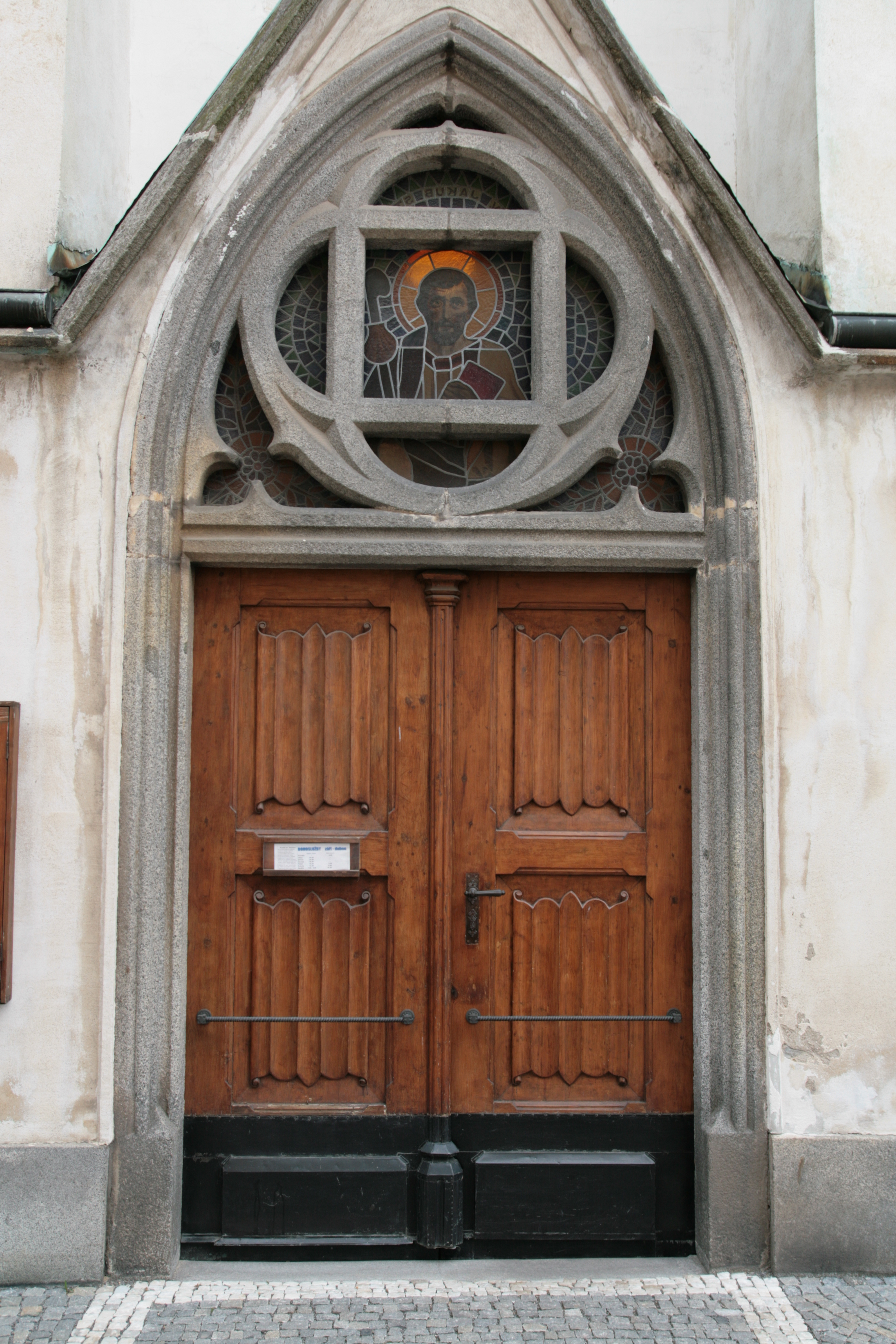
Dveře